# Sirri Süreyya Önder
Sırrı Süreyya Önder (Adeiamane, 7 de julho de 1962 – Istambul, 3 de maio de 2025) foi um director de cinema, actor, roteirista, colunista e político turco com ascendência turcomana. Eleito para o parlamento em 2011 como um independente apoiado pelo Partido Paz e Democracia (BDP), ao que mais tarde se juntou. Ele competiu nas eleições municipais de 2014 como candidato à prefeitura de Istambul, por Povos Partido Democrata (HDP), partido irmão do BDP, ficando em terceiro com 412,875 votos (4.83%). Nas eleições gerais de 7 de junho de 2015 foi eleito como deputado pelo primeiro distrito eleitoral da Província de Ancara.

## Biografia
Önder nasceu a 7 de julho de 1962, no sudeste da Anatólia, na cidade de Adiyaman, filho de um barbeiro, que foi o fundador e líder do escritório provincial do Partido dos Trabalhadores de Turquia de Behice Boran na década de 1960. O seu pai morreu de cirrose quando Önder tinha oito anos de idade. A sua mãe mudou-se com ele e com os seus quatro irmãos menores para casa do seu avô. Para manter a sua família, enquanto ainda ia à escola, começou a trabalhar como aprendiz numa loja de fotografia, e continuou ali até que ao 10º ano da escola secundária.
À idade de dezasseis anos começou a ganhar mais dinheiro trabalhando para o programa Nacional de Erradicação da Malária. Ele envolveu-se mais tarde no movimento sindical, e isto o levou a ser despedido.
Em 1980 matriculou-se na universidade de Ancara para estudar ciências políticas. Durante o segundo termo uniu-se a um movimento estudantil político para protestar contra a junta militar que tinha realizado o golpe de estado a 12 de setembro de 1980. Foi detido e condenado a doze anos de prisão por conta de pertencer a uma organização ilegal. Foi encarcerado em prisões superlotadas como Mamaque, Ulujanlar e Caimana.

## Carreira
O seu filme de 2006 A Internacional foi galardoado com o Prémio de Melhor Imagem no Festival de Cinema Internacional de Adana Golden Boll, em 2007, e foi inscrito no 29 Festival de Cinema de Moscovo.
Em 2010 começou uma carreira como colunista no jornal BirGün. Depois, continuou escrevendo no diário Radikal. Apoiado pela Partido Paz e Democracia (BDP) nas eleições parlamentares do 2011, se candidatou como independente. Eleito como deputado de Istambul, mais tarde uniu-se ao BDP. Após entrar no parlamento, renunciou ao seu posto em Radikal. Actualmente escreve para Özgür Gündem.
Esteve envolvido nos protestos de Taksim Gezi Park em 2013 e, segundo relatórios, foi hospitalizado após ser golpeado por um cartucho de gás lacrimogéneo. Onder ficou preso por enaltecer Abdullah Ocalan, isto de acordo com os media turcos até 2019, quando ganhou a sua liberdade.

## Morte
Önder morreu no dia 3 de maio de 2025 aos 62 anos, vítima de falência múltipla nos órgãos, ele estava hospitalizado no İstanbul Florence Nightingale Hospital em Istambul desde o dia 15 de abril de 2025.

## Filmografia
- 2006 - The International, director, guião, trilha sonora e actor - Prémio de Melhor Imagem no Festival Internacional de Cinema de Adana Golden Boll de 2007
- 2006 - Sis ve Gece, actor
- 2008 - Oh... Çocukları, roteirista
- 2008 - Kalpsiz Adán, roteirista assessor
- 2009 - Ada: Zombilerin Düğünü, (actor convidado)
- 2009 - A ajdar Kapanı, actor
- 2010 - Mar, actor convidado
- 2011 - Yeraltı, actor
- 2012 - F Tipi film, director
- 2013 - Düğün Dernek, actor